# Pivovar (Přerov nad Labem)
Pivovar v Přerově nad Labem byl postaven ve druhé polovině 15. století za účasti Mattea Borgorelliho, stavitele na dvoře císaře Ferdinanda. Původně renesanční stavba prošla novodobými přestavbami, zachovaly se však architektonicky cenné prvky (sgrafitová výzdoba, přízemní prostory zaklenuté hřebínkovou klenbou), pro které byla budova v roce 1994 prohlášena kulturní památkou.